# Roman Sexl
Roman Sexl (né le 19 octobre 1939, mort le 10 juillet 1986, à Vienne, Autriche) est un chercheur en physique théorique autrichien.
À partir de 1972, il est professeur de cosmologie et de Relativité générale à l'Université de Vienne. De 1971 à 1975, il est également directeur de l'Institut pour l'exploration de l'espace à l'académie des sciences d'Autriche.
De nos jours, il subsiste l'attribution annuelle du Prix Roman-Ulrich-Sexl pour des réussites remarquables dans l'enseignement de la physique.

## Publications
- Relativity (1972)
- Gravitation and Cosmology (1975)
- Relativity, Groups and Particles (1975)